# Sirnîcikî, Lokaci
Sirnîcikî (în ucraineană Сірнички) este un sat în comuna Zubîlne din raionul Lokaci, regiunea Volînia, Ucraina.

## Demografie
Componența lingvistică a localității Sirnîcikî
     Ucraineană (98,06%)
     Rusă (1,94%)
Conform recensământului din 2001, majoritatea populației localității Sirnîcikî era vorbitoare de ucraineană (98,06%), existând în minoritate și vorbitori de rusă (1,94%).